# Duel Hamilton-Burr
Le duel Hamilton-Burr est un duel au pistolet entre Aaron Burr et Alexander Hamilton. C'est l'un des événements les plus célèbres de l’histoire politique américaine. Burr, alors vice-président des États-Unis, et Hamilton, ancien secrétaire du Trésor et bras droit de George Washington, s'affrontèrent le 11 juillet 1804 au bord du fleuve Hudson, en face de Manhattan. Hamilton fut mortellement blessé au cours de l'échange et mourut le lendemain.

## Les faits
Le fameux duel, qui mit fin à la vie de l’un des pères fondateurs de la jeune république américaine, fut le point culminant d’une longue rivalité entre Hamilton et Burr. En 1799, celui-ci avait déjà affronté en duel le beau-frère du premier, John Barker Church (en), sans qu'il y eut de blessé. Le premier septembre de cette année-là, Burr fondait la Compagnie Manhattan qui étendit très vite, via la Banque de la Compagnie Manhattan, ses services d'approvisionnement en eau de la ville de New York au secteur financier, concurrençant le monopole bancaire de la Banque de New York que Hamilton avait obtenu en 1792 pour sa compagnie fondée en 1784. Pour ce second duel, le prétexte fut plutôt mince : selon une vague lettre publiée dans un quotidien new-yorkais, Hamilton aurait insulté Burr en son absence de manière « infâme », lors d’un dîner privé. En fin de compte, Hamilton refusa de s’excuser pour des propos dont il prétendait ne pas se souvenir, mais qu’il ne nia cependant pas. Les supposées injures ne furent jamais précisées.
Au petit matin du 11 juillet 1804, Burr et Hamilton traversent le fleuve Hudson pour se rejoindre dans un champ nommé Weehawken Heights, sur la rive du New Jersey. Ce terrain (choisi à cause de l’interdiction alors récente des duels dans l’État de New York) est à l’époque réputé pour de nombreux duels au pistolet. C’est là même que le fils de Hamilton, Philippe, avait été abattu dans un duel trois ans auparavant, en 1801. Le duel entre Burr et Hamilton est soigneusement orchestré de manière que les assistants puissent juridiquement se dissocier des événements ; ainsi, chaque témoin aura le dos tourné au moment de la fusillade. C’est la raison pour laquelle les détails de l’affrontement restent ambigus et controversés. Les historiens ne sont d’accord que sur les faits suivants : chacun des adversaires tire une balle, Hamilton s’écroule sur le coup ; Burr n’est pas touché. Il est probable que Hamilton tira le premier, avec le même pistolet qui n'avait pas porté chance à son fils, mais on ne saura jamais s’il avait en fait visé Burr. Selon l’éthique des duels, cette dernière question est capitale : si Hamilton avait tiré en l’air, le tir de Burr serait considéré comme un acte meurtrier. De fait, la veille du duel, Hamilton avait écrit dans une lettre qu’il avait l’intention de rater son tir.
Grièvement blessé, Hamilton meurt le lendemain. Burr est accusé de meurtre dans les États de New York et du New Jersey, et doit s'exiler chez sa fille en Caroline du Sud. Néanmoins, il ne sera jamais jugé et pourra terminer son mandat de vice-président.

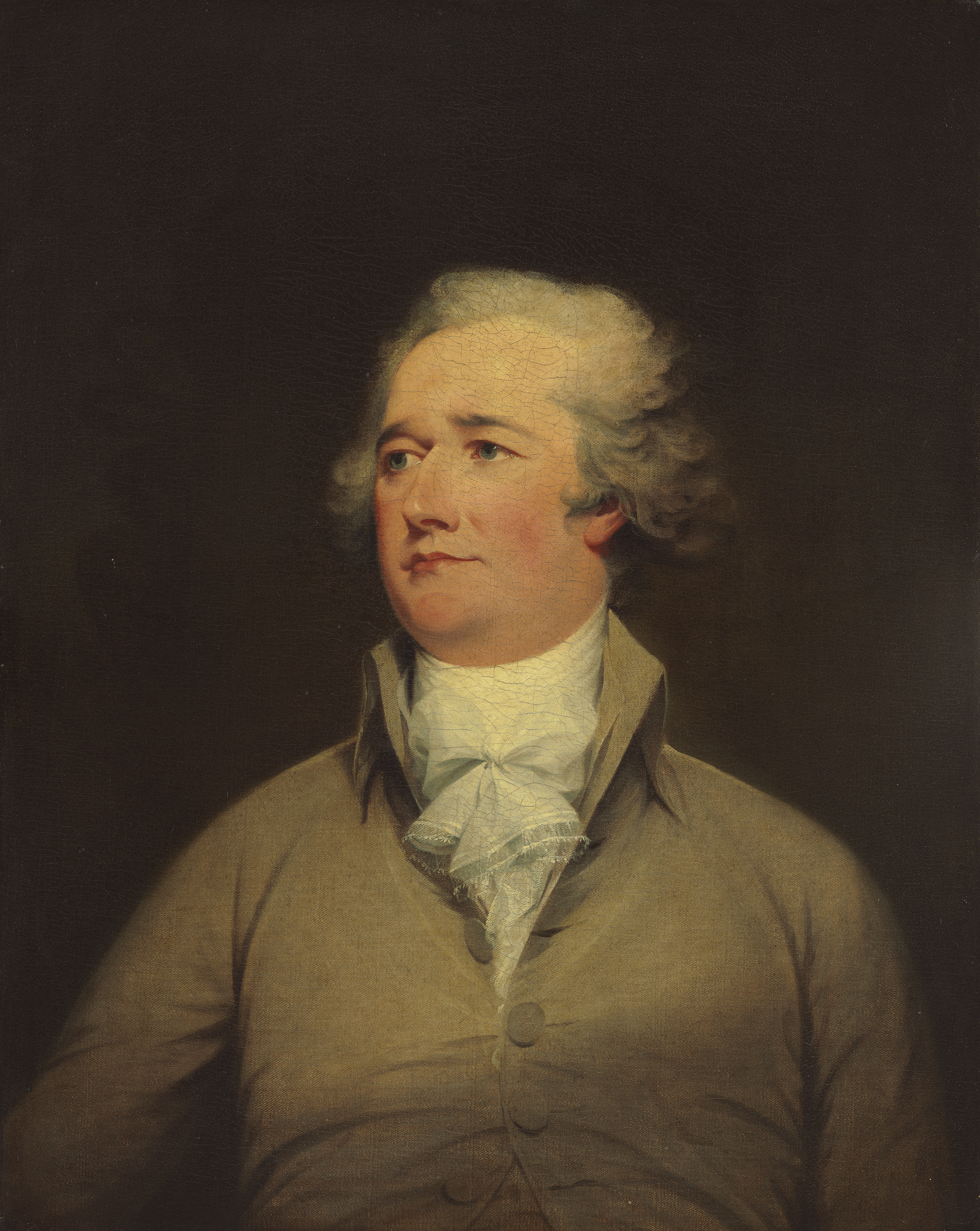
Alexander Hamilton, portrait de la Bank of New York
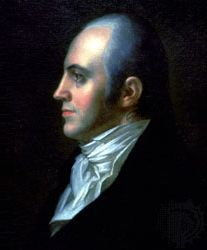
Aaron Burr, portrait de la Chase Manhattan

## Œuvres inspirées par le duel
Dans sa comédie musicale, Hamilton (qui raconte de manière romancée la vie de Alexandre Hamilton), Lin-Manuel Miranda évoque à plusieurs reprises ce duel, notamment dans les chansons :  « Alexander Hamilton », « Your Obedient Servant », et  « The World Was Wide Enough », la dernière narrant le duel tel qu'il s'est produit ,. La comédie musicale comprime la chronologie des griefs entre Burr et Hamilton, décrivant le défi de Burr comme découlant de l'approbation de Jefferson par Hamilton plutôt que de l'élection au poste de gouverneur. Dans Hamilton, l'avant-dernière scène de duel présente un Alexandre Hamilton résolu qui pointe intentionnellement son pistolet vers le ciel et un Aaron Burr rempli de remords se rendant compte trop tard de la stratégie de son adversaire et ayant déjà tiré son coup.